# Seljatino
Seljatino (russisch Селятино) ist eine Siedlung städtischen Typs in Russland in der südwestlichen Oblast Moskau. Sie hat 12.629 Einwohner (Stand 14. Oktober 2010) und gehört zum Rajon (Landkreis) Naro-Fominsk.
Der Ort liegt nur wenige Kilometer südwestlich der Stadt Aprelewka sowie 20 km nordöstlich des Rajon-Verwaltungszentrums Naro-Fominsk.

## Geschichte
Angelegt wurde die Siedlung in den Jahren 1956 bis 1957. Benannt nach einem ehemaligen Dorf in der Umgebung, diente sie anfangs als Wohnsiedlung für Arbeiter eines Moskauer Betriebes für Hydraulik. Da die aus anderen Gebieten der damaligen Sowjetunion stammenden Arbeiter zu jener Zeit nur schwer ein Wohnrecht für das Moskauer Stadtgebiet bekommen konnten, wurde extra für sie mit Seljatino eine Siedlung im Moskauer Umland nahe einer Eisenbahnstation und einer nach Moskau führenden Autostraße erbaut.
Ursprünglich bestanden die Wohnviertel von Seljatino aus einfachsten bis zu fünf Stockwerke hohen Plattenbauten (heute auch Chruschtschowki genannt), ab Ende der 1970er Jahre wurden verstärkt moderne Wohnviertel mit Häusern ab neun Stockwerke und höher errichtet.

### Bevölkerungsentwicklung
| Jahr | Einwohner |
| ---- | --------- |
| 1979 | 10.513    |
| 2002 | 13.062    |
| 2010 | 12.629    |

Anmerkung: Volkszählungsdaten

## Wirtschaft und Infrastruktur
Auch wenn Seljatino bis heute vor allem als Wohnsiedlung dient, gibt es hier eigene Betriebe, darunter eine Fabrik für Metallkonstruktionen sowie mehrere Warenlagerhallen. Im Ort gibt es drei Schulen, drei Kindergärten, zwei Krankenhäuser und ein kleines Kriegsmuseum. Seit 2004 wird in Seljatino eine eigene Kirche gebaut, die dem Heiligen Seraphim von Sarow geweiht werden soll.
Mit Moskau ist Seljatino durch die Eisenbahnstrecke Moskau–Brjansk(–Kiew) verbunden, an der innerhalb des Ortes die beiden Haltepunkte Seljatino und Alabino liegen. In unmittelbarer Nähe Seljatinos verlaufen auch zwei Fernstraßen: die nach Moskau führende M3 sowie die Ringstraße A107.

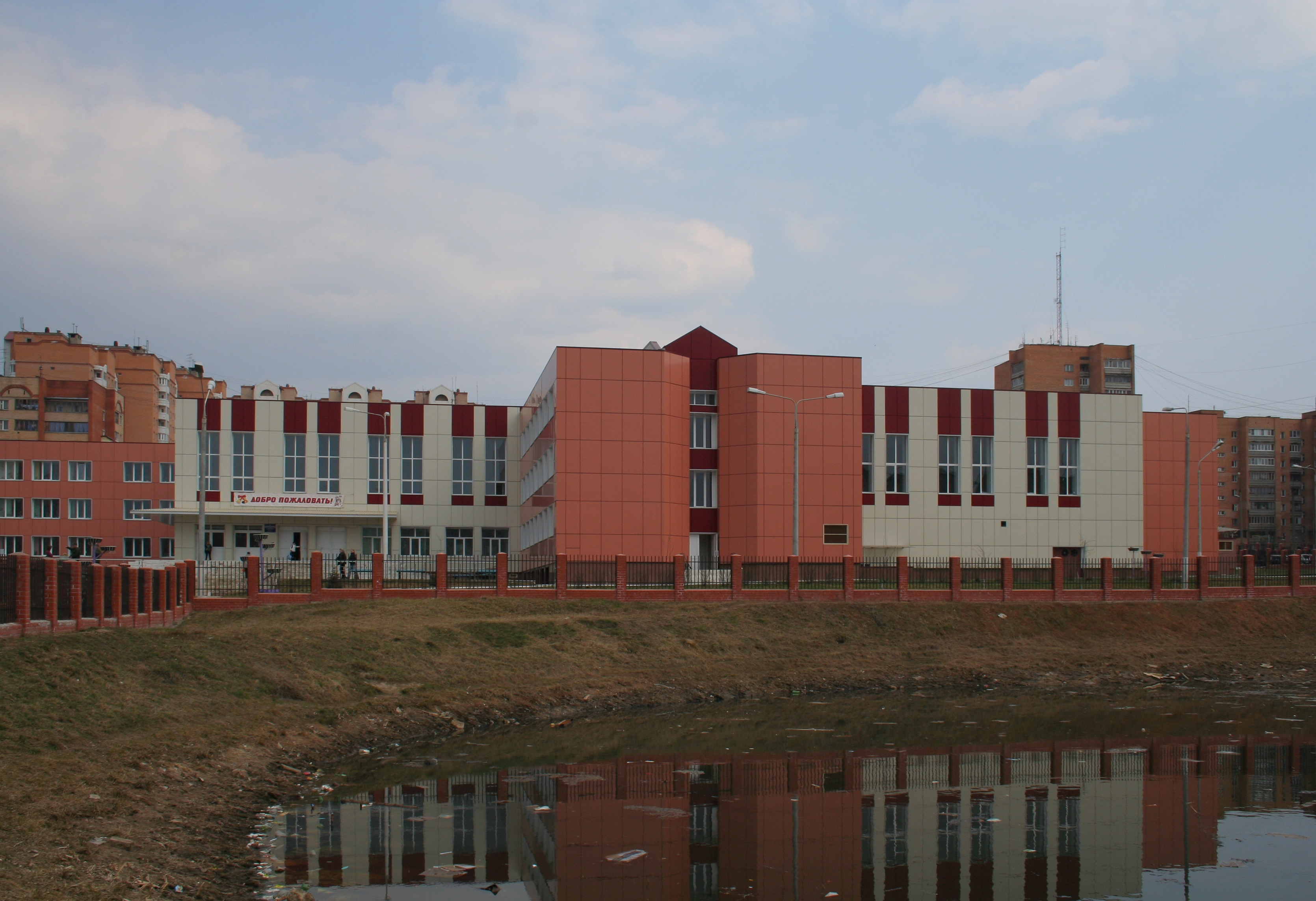
Schule in Seljatino
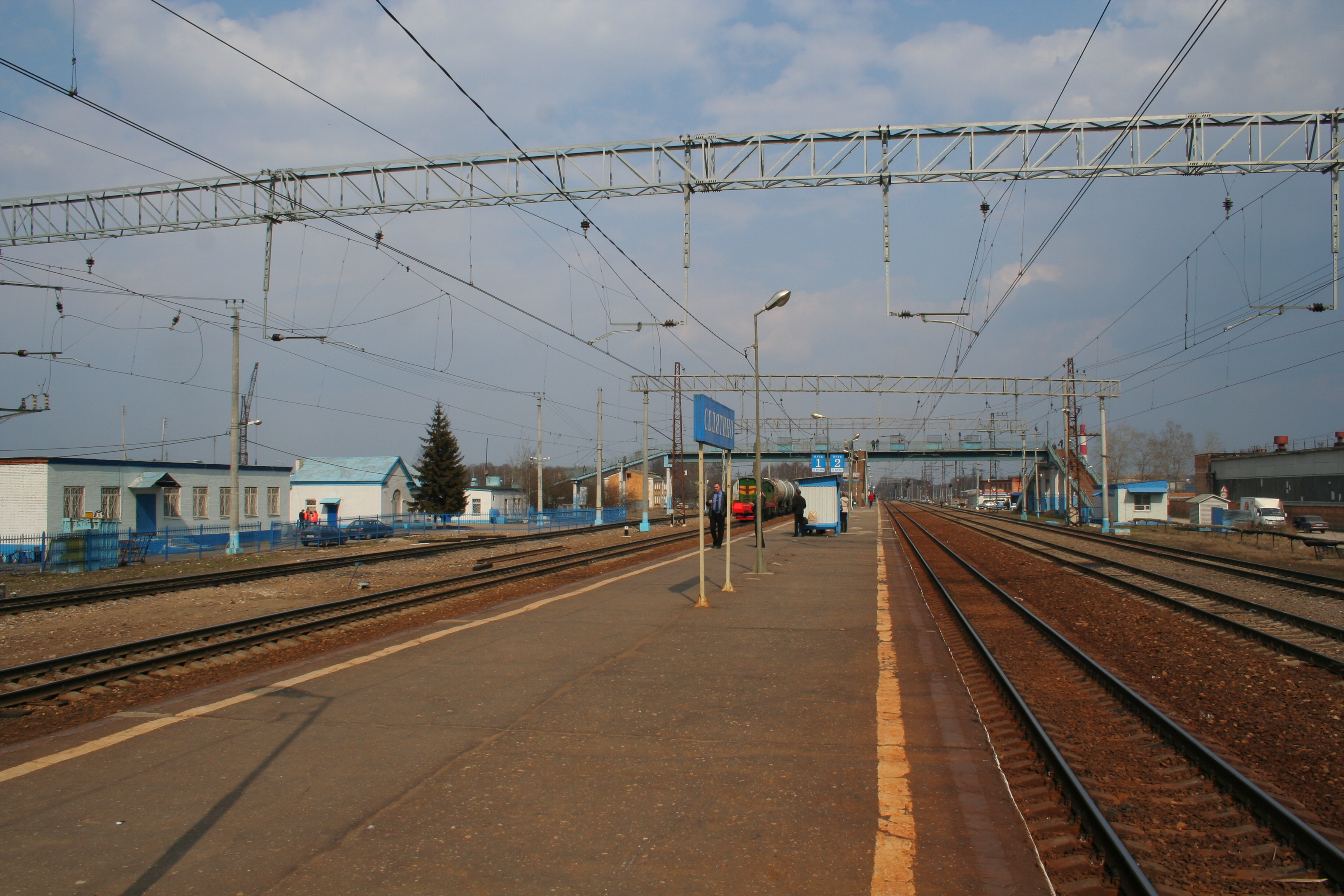
Bahnhof Seljatino